# Thalestria spinosa
Thalestria spinosa är en biart som först beskrevs av Fabricius 1804.  Thalestria spinosa ingår i släktet Thalestria och familjen långtungebin. Inga underarter finns listade i Catalogue of Life.